# A Promise to Burn
Albums de Framing Hanley
The Moment
(2007) The Sum of Who We Are
(2014)
A Promise to Burn est le second album studio du groupe de rock alternatif américain Framing Hanley, commercialisé le 25 mai 2010.
L'album contient également un DVD des coulisses de l'enregistrement de l'album. L'album a débuté à la 57e place du Billboard 200.

## Pistes
| 1.     | Intro                    | 1:07 |
| 2.     | The Promise              | 3:46 |
| 3.     | Wake Up                  | 3:58 |
| 4.     | Bittersweet Sundown      | 3:31 |
| 5.     | WarZone                  | 3:47 |
| 6.     | You Stupid Girl          | 3:34 |
| 7.     | Weight Of The World      | 3:34 |
| 8.     | Fool With Dreams         | 4:01 |
| 9.     | Back To Go Again         | 3:19 |
| 10.    | Livin' So Divine         | 3:37 |
| 11.    | You                      | 3:26 |
| 12.    | Photographs and Gasoline | 5:43 |
| 13.    | The Burn                 | 5:04 |
| /48:27 |                          |      |

## Accueil
James Christopher du site Allmusic, Alternative Press et idobi attribuent à l'album trois étoiles sur cinq. AbsolutePunk.net lui attribue une moyenne de 71 %. Rock Sound lui attribue une note de 7 sur 10 et AHalfFast.com, une note moins important de 2 étoiles sur cinq.